# Örebro Läns Fotbollförbund
Der Örebro Läns Fotbollförbund (dt. Fußballverband von Örebro Län) ist ein regionaler Fußballverband in Schweden. Er ist einer der 24 Mitgliedsverbände des Svenska Fotbollförbundet. Er hat seinen Sitz in Örebro und organisiert den Fußballspielbetrieb in der Provinz Örebro. Der Verband besteht derzeit aus 92 Mitgliedern und wird von Raul Björk geleitet.

## Mitgliedsvereine
| - Adolfsbergs IK - Axbergs IF - BK Forward - BK Forward/Eyra - Bobby BK - Brickebackens IF - Dalkarlsbergs IF - Ekeby IF - Ervalla FF - Ervalla SK - FC Assyriska - FC Höftskott - FC Irakiska - Fellingsbro GOIF - Finnerödja IF - Fjugesta IF - FK Bosna 92 Örebro - FK Örebro - Frövi IK - Garphyttans IF - Glanshammar Fotbolls Förening - Glanshammars IF - Grönbo IF - Grythyttans IF - Guldsmedsh.-Stråssa BK - Hagaberg Futsal Club - Hällefors AIF - Hallsbergs BK - Hampetorp-Odensbackens IF - Hidingsta IK - Hjortkvarns IF | - Hovsta IF - IF Eker Örebro - IFK Askersund - IFK Hallsberg FK - IFK Kumla - IFK Lindesberg - IFK Örebro - IK Sturehov - Integrations IF - Järnboås IF - Karlslunds FF - Karlslunds IF HFK - KIF Örebro DFF - KIF Örebro DUFF - Kilsmo IK - Kopparberg BK - Kumla BK - Latorps IF - Laxå IF - Lekebergs IF - Lillån FK - Lillkyrka IF - Lindesbergs FK - Mariebergs IK - Mosjö SK - Mullhyttans IF - Närkesberg/Mariedamm FF - Nerikes Kils SK - Nora IK - Nora-Pershyttan BK - Nyckelby IF | - Pålsboda GOIF - Pars FC Örebro - Real Örebro FF - Riksidrottsgymnasiet Örebro Futsal Club - Röfors IF - Rynninge IK - Sannaheds IF - Simon SK - Sköllersta IF - Skyllbergs IK - Sportakademin Cantolao FK - SS Kumla - Ställdalens AIK - Stene IF - Stora Mellösa-Åsbyvikens IF - Svartå IF - Vivalla Star IF - Vretstorps IF - Wedevågs IF - Yxhults IK - Zinkgruvans IF - Åmmebergs IF - Öfvre Adolfsberg FC - Örebro SK FK - Örebro SK Söder - Örebro SK Ungdomsklubb - Örebro Syrianska IF - ÖSK Elitfotboll AB - Östansjö IF - Östra Almby FK |

## Ligabetrieb
(Quelle:)

### Herren
- Division 4 – eine Liga
- Division 5 – zwei Ligen
- Division 6 – zwei Ligen
- Division 7 – drei Ligen
- Division 8 – vier Ligen

Daneben organisiert der Verband auch eine Nachwuchsliga und eine Alt-Herren-Liga.

### Damen
- Division 3 – eine Liga
- Division 4 – eine Liga